# Allocerellus orestes
Allocerellus orestes är en stekelart som beskrevs av Annecke och Mynhardt 1970. Allocerellus orestes ingår i släktet Allocerellus och familjen sköldlussteklar. Inga underarter finns listade i Catalogue of Life.